# Gare de Seugy
Gare de Seugy vasútállomás Franciaországban, Seugy településen.

## Vasútvonalak
Az állomást az alábbi vasútvonalak érintik:
- Montsoult - Maffliers–Luzarches-vasútvonal

## Kapcsolódó állomások
A vasútállomáshoz az alábbi állomások vannak a legközelebb:
- Gare de Luzarches (Gare de Luzarches, Transilien H)
- Gare de Viarmes (Paris Gare du Nord, Transilien H)